# حلوى الهريس
حلوى الهَرِيِس أو حلاوة الهَرِيِسَة هي صنف من الحلويات اليمنية، امتاز اليمنيون في صناعتها وبالذات في بعض المناطق مثل القبيطة، حلوى الهريس هي عبارة عن خليط من الدقيق والزيوت العطرية وبعض من الألوان والهيل والمكسرات كالفستق الحلبي والفول السوداني
ويتم طبخها وتشكيلها على هيئة قوالب وقطع متنوعة حسب رغبات المستهلكين وتؤكل باردة أو شبه حارة
وعادة ما يتناولها اليمنيون بعد وجبة الغداء مع القهوة اليمنية، اشتهرت حلوى الهريس وانتقلت إلى دول الجوار مثل عمان والبحرين.